# Vanda Hoff
Pour les articles homonymes, voir Hoff.
Vanda Hoff, née Mildred Vanderhoff est une danseuse américaine, l'une du premier groupe de danseurs associés à la Denishawn School, actrice de vaudeville et Ziegfeld Girl.

## Biographie
Vanda Hoff est de San Francisco. Elle fait ses débuts dans la danse lors d'un bal de charité donné à l'hôtel St. Francis de San Francisco. Elle étudie la danse avec Ted Shawn et Ruth Saint Denis à Los Angeles.
Elle tourne deux saisons dans le vaudeville, spectacles produits par le frère de Ruth, avec The Dancing Girl of Delhi que Ruth St. Denis lui a enseignée et avec aussi la Danse Arabe de Tschaikowsky ; Poems d'Arthur Foote d'après Omar Khayyam, et Arabian Twilight, de Frederick Luscumb. Elle danse au Colonial Theatre à New York en mai 1916, au Chicago Palace en septembre, à l'Orpheum Theatre de Madison en octobre 1916,, à l'Orpheum Theatre de Los Angeles fin décembre et début 1917, au Greek Theatre de San Francisco en juillet 1917, au Majestic de Houston en octobre .
En 1919, elle se produit au Fairmont Hotel à San Francisco, et elle est engagée pour apparaître dans Ziegfeld Midnight Frolics au New Amsterdam Theatre,.
En 1920, elle apparait dans une danse du voile dans Ziegfeld Girls of 1920,  et elle est la danseuse vedette dans Carnival, avec Ed Wynn. Vanda apparait également dans la comédie musicale de Vincent Youmans et Ira Gershwin, Two Little Girls in Blue en 1921,.
Vers 1963, pendant un an ou plus, son neveu, William Cootes, Jr., administre secrètement du tétrachlorure de carbone à sa nourriture lors de ses visites presque quotidiennes à l'appartement où elle vit seule. Vanda commence à souffrir d'une maladie du foie et entre en  convalescence dans un hôpital. En août 1964, une infirmière voit Cootes verser une substance dans le café de sa tante. L'infirmière alerte un médecin, qui ordonne une analyse ,,.

## Vie privée
Le 4 novembre 1922, elle épouse le chef d'orchestre Paul Whiteman à New York. Ils ont ensemble un fils Paul Jr.. Il se séparent en 1929 et divorcent le 27 février 1931 à Chicago,. Le 3 juillet 1933, elle se remarie avec Milton Unger, président de la Petroleum Drilling Company.

## Iconographie
Vanda Hoff a été photographiée par Alfred Cheney Johnston qui a travaillé pour Florenz Ziegfeld pendant plus de 15 ans, prenant principalement des photographies publicitaires et promotionnelles des interprètes des Ziegfeld Follies,.
Elle a été photographiée par Orval Hixon (1884-1982).